# Clasificación para la Eurocopa 1996
La clasificación para la Eurocopa 1996 tuvo lugar en 1994 y 1995. Participaron cuarenta y siete equipos, con los que se formaron ocho grupos. Todos los equipos jugaron uno contra otro dentro de su grupo, en la base de local visita. Se clasificaron automáticamente el ganador de cada grupo y los seis mejores segundos lugares. Los dos peores segundos lugares se enfrentaron en una repesca en campo neutral. Inglaterra se calificó automáticamente debido a que fue el anfitrión del campeonato.
Fue la primera vez que se premió con tres puntos al ganador de un partido en lugar de dos puntos, para una competencia del fútbol europeo.

## Sorteo
El sorteo se celebró el 22 de enero de 1994 en Manchester (Inglaterra).
Nuevos participantes
Nuevos equipos se unieron a la clasificación europea luego de la clasificación para la Copa Mundial de 1994:
- De la antigua Unión Soviética (disuelta): Ucrania, Bielorrusia, Moldavia, Georgia, Armenia y Azerbaiyán.
- De la antigua Checoslovaquia (disuelta): República Checa y Eslovaquia.
- De la antigua Yugoslavia (disuelta): Eslovenia, Croacia y Macedonia.
- Además de Liechtenstein.

## Grupos
| Grupo 1    | Grupo 2   | Grupo 3  | Grupo 4   |
| ---------- | --------- | -------- | --------- |
| Azerbaiyán | Armenia   | Hungría  | Croacia   |
| Francia    | Bélgica   | Islandia | Estonia   |
| Israel     | Chipre    | Suecia   | Italia    |
| Polonia    | Dinamarca | Suiza    | Lituania  |
| Rumania    | Macedonia | Turquía  | Eslovenia |
| Eslovaquia | España    |          | Ucrania   |

| Grupo 5         | Grupo 6              | Grupo 7  | Grupo 8     |
| --------------- | -------------------- | -------- | ----------- |
| Bielorrusia     | Austria              | Albania  | Islas Feroe |
| República Checa | Letonia              | Bulgaria | Finlandia   |
| Luxemburgo      | Liechtenstein        | Georgia  | Grecia      |
| Malta           | Irlanda del Norte    | Alemania | Rusia       |
| Holanda         | Portugal             | Moldavia | San Marino  |
| Noruega         | República de Irlanda | Gales    | Escocia     |

### Grupo 1
| Pos. | Equipo     | Pts. | PJ | G | E | P | GF | GC | Dif. | Clasificación |     | Bandera de Rumania | Bandera de Francia | Bandera de Eslovaquia | Bandera de Polonia | Bandera de Israel | Bandera de Azerbaiyán |
| ---- | ---------- | ---- | -- | - | - | - | -- | -- | ---- | ------------- | --- | ------------------ | ------------------ | --------------------- | ------------------ | ----------------- | --------------------- |
| 1    | Rumania    | 21   | 10 | 6 | 3 | 1 | 18 | 9  | +9   | Eurocopa 1996 |     | —                  | 1–3                | 3–2                   | 2–1                | 2–1               | 3–0                   |
| 2    | Francia    | 20   | 10 | 5 | 5 | 0 | 22 | 2  | +20  | Eurocopa 1996 |     | 0–0                | —                  | 4–0                   | 1–1                | 2–0               | 10–0                  |
| 3    | Eslovaquia | 14   | 10 | 4 | 2 | 4 | 14 | 18 | −4   |               |     | 0–2                | 0–0                | —                     | 4–1                | 1–0               | 4–1                   |
| 4    | Polonia    | 13   | 10 | 3 | 4 | 3 | 14 | 12 | +2   |               | 0–0 | 0–0                | 5–0                | —                     | 4–3                | 1–0               |                       |
| 5    | Israel     | 12   | 10 | 3 | 3 | 4 | 13 | 13 | 0    |               | 1–1 | 0–0                | 2–2                | 2–1                   | —                  | 2–0               |                       |
| 6    | Azerbaiyán | 1    | 10 | 0 | 1 | 9 | 2  | 29 | −27  |               | 1–4 | 0–2                | 0–1                | 0–0                   | 0–2                | —                 |                       |

 Fuente: 

### Grupo 2
| Pos. | Equipo    | Pts. | PJ | G | E | P | GF | GC | Dif. | Clasificación |     | Bandera de España | Bandera de Dinamarca | Bandera de Bélgica | Bandera de Macedonia del Norte | Bandera de Chipre | Bandera de Armenia |
| ---- | --------- | ---- | -- | - | - | - | -- | -- | ---- | ------------- | --- | ----------------- | -------------------- | ------------------ | ------------------------------ | ----------------- | ------------------ |
| 1    | España    | 26   | 10 | 8 | 2 | 0 | 25 | 4  | +21  | Eurocopa 1996 |     | —                 | 3–0                  | 1–1                | 3–0                            | 6–0               | 1–0                |
| 2    | Dinamarca | 21   | 10 | 6 | 3 | 1 | 19 | 9  | +10  | Eurocopa 1996 |     | 1–1               | —                    | 3–1                | 1–0                            | 4–0               | 3–1                |
| 3    | Bélgica   | 15   | 10 | 4 | 3 | 3 | 17 | 13 | +4   |               |     | 1–4               | 1–3                  | —                  | 1–1                            | 2–0               | 2–0                |
| 4    | Macedonia | 7    | 10 | 1 | 4 | 5 | 9  | 18 | −9   |               | 0–2 | 1–1               | 0–5                  | —                  | 3–0                            | 1–2               |                    |
| 5    | Chipre    | 7    | 10 | 1 | 4 | 5 | 6  | 20 | −14  |               | 1–2 | 1–1               | 1–1                  | 1–1                | —                              | 2–0               |                    |
| 6    | Armenia   | 5    | 10 | 1 | 2 | 7 | 5  | 17 | −12  |               | 0–2 | 0–2               | 0–2                  | 2–2                | 0–0                            | —                 |                    |

 Fuente: 

### Grupo 3
| Pos. | Equipo   | Pts. | PJ | G | E | P | GF | GC | Dif. | Clasificación |     | Bandera de Suiza | Bandera de Turquía | Bandera de Suecia | Bandera de Hungría | Bandera de Islandia |
| ---- | -------- | ---- | -- | - | - | - | -- | -- | ---- | ------------- | --- | ---------------- | ------------------ | ----------------- | ------------------ | ------------------- |
| 1    | Suiza    | 17   | 8  | 5 | 2 | 1 | 15 | 7  | +8   | Eurocopa 1996 |     | —                | 1–2                | 4–2               | 3–0                | 1–0                 |
| 2    | Turquía  | 15   | 8  | 4 | 3 | 1 | 16 | 8  | +8   | Eurocopa 1996 |     | 1–2              | —                  | 2–1               | 2–0                | 5–0                 |
| 3    | Suecia   | 9    | 8  | 2 | 3 | 3 | 9  | 10 | −1   |               |     | 0–0              | 2–2                | —                 | 2–0                | 1–1                 |
| 4    | Hungría  | 8    | 8  | 2 | 2 | 4 | 7  | 13 | −6   |               | 2–2 | 2–2              | 1–0                | —                 | 1–0                |                     |
| 5    | Islandia | 5    | 8  | 1 | 2 | 5 | 3  | 12 | −9   |               | 0–2 | 0–0              | 0–1                | 2–1               | —                  |                     |

 Fuente: 

### Grupo 4
| Pos. | Equipo    | Pts. | PJ | G | E | P  | GF | GC | Dif. | Clasificación |     | Bandera de Croacia | Bandera de Italia | Bandera de Lituania | Bandera de Ucrania | Bandera de Eslovenia | Bandera de Estonia |
| ---- | --------- | ---- | -- | - | - | -- | -- | -- | ---- | ------------- | --- | ------------------ | ----------------- | ------------------- | ------------------ | -------------------- | ------------------ |
| 1    | Croacia   | 23   | 10 | 7 | 2 | 1  | 22 | 5  | +17  | Eurocopa 1996 |     | —                  | 1–1               | 2–0                 | 4–0                | 2–0                  | 7–1                |
| 2    | Italia    | 23   | 10 | 7 | 2 | 1  | 20 | 6  | +14  | Eurocopa 1996 |     | 1–2                | —                 | 4–0                 | 3–1                | 1–0                  | 4–1                |
| 3    | Lituania  | 16   | 10 | 5 | 1 | 4  | 13 | 12 | +1   |               |     | 0–0                | 0–1               | —                   | 1–3                | 2–1                  | 5–0                |
| 4    | Ucrania   | 13   | 10 | 4 | 1 | 5  | 11 | 15 | −4   |               | 1–0 | 0–2                | 0–2               | —                   | 0–0                | 3–0                  |                    |
| 5    | Eslovenia | 11   | 10 | 3 | 2 | 5  | 13 | 13 | 0    |               | 1–2 | 1–1                | 1–2               | 3–2                 | —                  | 3–0                  |                    |
| 6    | Estonia   | 0    | 10 | 0 | 0 | 10 | 3  | 31 | −28  |               | 0–2 | 0–2                | 0–1               | 0–1                 | 1–3                | —                    |                    |

 Fuente: 

### Grupo 5
| Pos. | Equipo          | Pts. | PJ | G | E | P | GF | GC | Dif. | Clasificación |     | Bandera de República Checa | Bandera de los Países Bajos | Bandera de Noruega | Bandera de Bielorrusia | Bandera de Luxemburgo | Bandera de Malta |
| ---- | --------------- | ---- | -- | - | - | - | -- | -- | ---- | ------------- | --- | -------------------------- | --------------------------- | ------------------ | ---------------------- | --------------------- | ---------------- |
| 1    | República Checa | 21   | 10 | 6 | 3 | 1 | 21 | 6  | +15  | Eurocopa 1996 |     | —                          | 3–1                         | 2–0                | 4–2                    | 3–0                   | 6–1              |
| 2    | Países Bajos    | 20   | 10 | 6 | 2 | 2 | 23 | 5  | +18  | Play-off      |     | 0–0                        | —                           | 3–0                | 1–0                    | 5–0                   | 4–0              |
| 3    | Noruega         | 20   | 10 | 6 | 2 | 2 | 17 | 7  | +10  |               |     | 1–1                        | 1–1                         | —                  | 1–0                    | 5–0                   | 2–0              |
| 4    | Bielorrusia     | 11   | 10 | 3 | 2 | 5 | 8  | 13 | −5   |               | 0–2 | 1–0                        | 0–4                         | —                  | 2–0                    | 1–1                   |                  |
| 5    | Luxemburgo      | 10   | 10 | 3 | 1 | 6 | 3  | 21 | −18  |               | 1–0 | 0–4                        | 0–2                         | 0–0                | —                      | 1–0                   |                  |
| 6    | Malta           | 2    | 10 | 0 | 2 | 8 | 2  | 22 | −20  |               | 0–0 | 0–4                        | 0–1                         | 0–2                | 0–1                    | —                     |                  |

 Fuente: 

### Grupo 6
| Pos. | Equipo            | Pts. | PJ | G | E | P | GF | GC | Dif. | Clasificación |     | Bandera de Portugal | Bandera de Irlanda | Bandera de Irlanda del Norte | Bandera de Austria | Bandera de Letonia | Bandera de Liechtenstein |
| ---- | ----------------- | ---- | -- | - | - | - | -- | -- | ---- | ------------- | --- | ------------------- | ------------------ | ---------------------------- | ------------------ | ------------------ | ------------------------ |
| 1    | Portugal          | 23   | 10 | 7 | 2 | 1 | 29 | 7  | +22  | Eurocopa 1996 |     | —                   | 3–0                | 1–1                          | 1–0                | 3–2                | 8–0                      |
| 2    | Irlanda           | 17   | 10 | 5 | 2 | 3 | 17 | 11 | +6   | Play-off      |     | 1–0                 | —                  | 1–1                          | 1–3                | 2–1                | 4–0                      |
| 3    | Irlanda del Norte | 17   | 10 | 5 | 2 | 3 | 20 | 15 | +5   |               |     | 1–2                 | 0–4                | —                            | 5–3                | 1–2                | 4–1                      |
| 4    | Austria           | 16   | 10 | 5 | 1 | 4 | 29 | 14 | +15  |               | 1–1 | 3–1                 | 1–2                | —                            | 5–0                | 7–0                |                          |
| 5    | Letonia           | 12   | 10 | 4 | 0 | 6 | 11 | 20 | −9   |               | 1–3 | 0–3                 | 0–1                | 3–2                          | —                  | 1–0                |                          |
| 6    | Liechtenstein     | 1    | 10 | 0 | 1 | 9 | 1  | 40 | −39  |               | 0–7 | 0–0                 | 0–4                | 0–4                          | 0–1                | —                  |                          |

 Fuente: 

### Grupo 7
| Pos. | Equipo   | Pts. | PJ | G | E | P | GF | GC | Dif. | Clasificación |     | Bandera de Alemania | Bandera de Bulgaria | Bandera de Georgia | Bandera de Moldavia | Bandera de Gales | Bandera de Albania |
| ---- | -------- | ---- | -- | - | - | - | -- | -- | ---- | ------------- | --- | ------------------- | ------------------- | ------------------ | ------------------- | ---------------- | ------------------ |
| 1    | Alemania | 25   | 10 | 8 | 1 | 1 | 27 | 10 | +17  | Eurocopa 1996 |     | —                   | 3–1                 | 4–1                | 6–1                 | 1–1              | 2–1                |
| 2    | Bulgaria | 22   | 10 | 7 | 1 | 2 | 24 | 10 | +14  | Eurocopa 1996 |     | 3–2                 | —                   | 2–0                | 4–1                 | 3–1              | 3–0                |
| 3    | Georgia  | 15   | 10 | 5 | 0 | 5 | 14 | 13 | +1   |               |     | 0–2                 | 2–1                 | —                  | 0–1                 | 5–0              | 2–0                |
| 4    | Moldavia | 9    | 10 | 3 | 0 | 7 | 11 | 27 | −16  |               | 0–3 | 0–3                 | 3–2                 | —                  | 3–2                 | 2–3              |                    |
| 5    | Gales    | 8    | 10 | 2 | 2 | 6 | 10 | 16 | −6   |               | 1–2 | 0–3                 | 0–1                 | 1–0                | —                   | 2–0              |                    |
| 6    | Albania  | 8    | 10 | 2 | 2 | 6 | 9  | 19 | −10  |               | 1–2 | 1–1                 | 0–1                 | 3–0                | 1–1                 | —                |                    |

 Fuente: 

### Grupo 8
| Pos. | Equipo      | Pts. | PJ | G | E | P  | GF | GC | Dif. | Clasificación |     | Bandera de Rusia | Bandera de Escocia | Bandera de Grecia | Bandera de Finlandia | Bandera de Islas Feroe | Bandera de San Marino |
| ---- | ----------- | ---- | -- | - | - | -- | -- | -- | ---- | ------------- | --- | ---------------- | ------------------ | ----------------- | -------------------- | ---------------------- | --------------------- |
| 1    | Rusia       | 26   | 10 | 8 | 2 | 0  | 34 | 5  | +29  | Eurocopa 1996 |     | —                | 0–0                | 2–1               | 3–1                  | 3–0                    | 4–0                   |
| 2    | Escocia     | 23   | 10 | 7 | 2 | 1  | 19 | 3  | +16  | Eurocopa 1996 |     | 1–1              | —                  | 1–0               | 1–0                  | 5–1                    | 5–0                   |
| 3    | Grecia      | 18   | 10 | 6 | 0 | 4  | 23 | 9  | +14  |               |     | 0–3              | 1–0                | —                 | 4–0                  | 5–0                    | 2–0                   |
| 4    | Finlandia   | 15   | 10 | 5 | 0 | 5  | 18 | 18 | 0    |               | 0–6 | 0–2              | 2–1                | —                 | 5–0                  | 4–1                    |                       |
| 5    | Islas Feroe | 6    | 10 | 2 | 0 | 8  | 10 | 35 | −25  |               | 2–5 | 0–2              | 1–5                | 0–4               | —                    | 3–0                    |                       |
| 6    | San Marino  | 0    | 10 | 0 | 0 | 10 | 2  | 36 | −34  |               | 0–7 | 0–2              | 0–4                | 0–2               | 1–3                  | —                      |                       |

 Fuente: 

## Segundos lugares
Los segundos lugares de cada uno de los ocho grupos fueron colocados en una tabla para decidir cuáles se clasificarían. Los seis mejores se clasificaron automáticamente, mientras que los dos peores se enfrentaron en un campo neutral para determinar cuál de ellos era el último clasificado.
Para determinar al peor segundo lugar se realizó una comparación entre ellos. Sólo se consideraron los partidos en contra de los equipos que terminaron primeros, terceros y cuartos.
|  | Clasificado para la Eurocopa 1996. |
|  | Avanza a la reclasificación.       |

| Gpo | Equipo       | PJ | PG | PE | PP | GF | GC | Dif | Pts |
| --- | ------------ | -- | -- | -- | -- | -- | -- | --- | --- |
| 4   | Italia       | 6  | 4  | 1  | 1  | 12 | 4  | +8  | 13  |
| 7   | Bulgaria     | 6  | 4  | 0  | 2  | 14 | 8  | +6  | 12  |
| 3   | Turquía      | 6  | 3  | 2  | 1  | 11 | 8  | +3  | 11  |
| 8   | Escocia      | 6  | 3  | 2  | 1  | 5  | 2  | +3  | 11  |
| 2   | Dinamarca    | 6  | 3  | 2  | 1  | 9  | 7  | +2  | 11  |
| 1   | Francia      | 6  | 2  | 4  | 0  | 8  | 2  | +6  | 10  |
| 5   | Países Bajos | 6  | 2  | 2  | 2  | 6  | 5  | +1  | 8   |
| 6   | Irlanda      | 6  | 2  | 1  | 3  | 8  | 10 | -2  | 7   |

## Reclasificación
Los dos últimos segundos lugares disputaron el partido de repesca en un campo neutral para determinar el último clasificado. Dicho enfrentamiento fue en el estadio Anfield, en Liverpool (Inglaterra) el 13 de diciembre de 1995, con una asistencia de 40,050 espectadores y con el bielorruso Vadim Zhuk como árbitro principal. Finalizó el encuentro con un 0:2 favorable a la selección de los Países Bajos por encima de la selección irlandesa. De este modo, Países Bajos logró su clasificación para la Eurocopa 1996.
| 13 de diciembre de 1995, 20:00 (UTC) | República de Irlanda | 0:2     | Países Bajos     | Anfield, Liverpool                                                   |                                                                      |
|                                      |                      | Reporte | Kluivert 29' 88' | Asistencia: 40,050 espectadores Árbitro(s): Vadim Zhuk (Bielorrusia) | Asistencia: 40,050 espectadores Árbitro(s): Vadim Zhuk (Bielorrusia) |